# Stephen Baldwin
Stephen Andrew Baldwin (Massapequa, Nueva York, 12 de mayo de 1966) es un actor estadounidense. Tiene dos hermanas y tres hermanos: Alec, Daniel, William, también consagrados actores.
Debutó en la producción off-Broadway en Out of America con Daryl Hannah, pero es conocido popularmente por su papel de Búfalo Bill en la serie ganadora del premio Emmy Young Riders. 
Pasó sin problemas de la pequeña pantalla a la gran pantalla con papeles en Última salida a Brooklyn, Nacido el 4 de julio y Crossing the Bridge.
En 1987 conoció a la diseñadora gráfica brasileña Kennya Deodato, y se casaron en 1990. Tienen dos hijas, Alaia y Hailey Baldwin, ambas modelos.
En el año 2000 protagonizó la película Los Picapiedra en Viva Rock Vegas, en el papel de Pablo Mármol, junto a Mark Addy en el papel de Pedro Picapiedra. Hailey se casó en 2018 con el cantante Justin Bieber.

## Filmografía
- God’s Club (2016)
- Death Squad (2014)
- Me enamoré de una chica cristiana (2013)
- Let the Game Begin (2008)
- Shark in Venice (2008)
- The Flyboys (2008)
- Harpies (2007)
- Fred Claus (2007)
- The Genius Club (2006)
- Earthstorm (2006)
- Dark Storm (2006)
- Jesse Stone: Night Passage (2006)
- Midnight Clear (2006)
- The Snake King (2005)
- Liminality (2005)
- Six: The Mark Unleashed (2004)
- Fallacy (2004)
- Target (2004)
- Shelter Island (2003)
- Firefight (2003)
- Lost Treasure (2003)
- Deadrockstar (2002)
- El castañazo 2. Rompiendo el hielo (2002)
- Cuenta atrás (2002)
- La trampa de la araña (2001)
- Cerco a la libertad (2001)
- Relaciones peligrosas (2001)
- Dead Awake (2001)
- Los Picapiedra en Viva Rock Vegas (2000)
- Cutaway (2000)
- Ausencia del bien (2000)
- XCHANGE (2000)
- Amigos y amantes (1999)
- Asesinos (1998)
- Half Baked (1998)
- Acariciando la muerte (1997)
- Ciudad marcada (1997)
- Crimetime (1996)
- La hora del crimen (1996)
- Bio-Dome (1996)
- Fled (1996)
- Pánico bajo el hielo (1996)
- Fin de semana mortal (1995)
- Sospechosos habituales / Los sospechosos de siempre (1995)
- New Eden (1994)
- La señora Parker y el círculo vicioso (1994)
- Tres formas de amar (1994)
- Un golpe de destino (1994)
- 8 segundos (1994)
- Tiempo para morir (1993)
- Renegados (1993)
- Cruzando el puente (1992)
- Nacido el 4 de julio (1989)
- Última salida a Brooklyn (1989)
- Homeboy (1988)
- La bestia de la guerra (1988)